# 耶稣圣心主教座堂 (潘切)
耶稣圣心主教座堂（Nhà thờ Thánh Tâm Chúa Giêsu，Nhà thờ chính tòa Phan Thiết）又名乐道教堂（Nhà thờ Lạc Đạo）是天主教潘切教区的主教座堂，位于越南平顺省潘切市乐道坊（Phường Lạc Đạo）陈兴道街402号。

## 历史
大约在19世纪初期，潘切拥有了第一个天主教社区，建造一个简陋的小堂作为宗教活动场所。1890年，用砖瓦建造了较大的教堂。1945年后，重建了在战争中被烧毁的教堂。1975年1月30日，教廷建立了藩切教区，该升格为主教座堂。1992年4月3日，教区开始建造新的主教座堂，于1993年8月15日举行了祝圣典礼。